# Atentat na Zorana Đinđića
Dana 12. ožujka 2003. godine u 12:25 ispred zgrade Vlade Republike Srbije u Beogradu, izvršen je atentat na Zorana Đinđića, tadašnjeg srbijanskog premijera. Izazvao je izvanredno stanje u zemlji.

## Pozadina događaja
Nove vladajuće strukture koje su preuzele vlast na valu narodnog nezadovoljstva koje je srušilo Miloševića 5. listopada 2000. godine, nisu bile dovoljno sposobne tako čvrsto držati vlast kao nekada Milošević. Sve državne strukture, koje su činile Miloševićev režim, zadržane su u gotovo neizmijenjenom sastavu i dobile su zaštitu od novoizabranog predsjednika Vojislava Koštunice. Pokušaji nove vlade da se obračuna s ratnim zločincima, organiziranim kriminalom te naručiteljima i izvršiteljima političkih ubojstava tijekom 90-ih neprekidno su bila sabotirana od Predsjednika i njegove stranke, DSS-a. Predsjednik Koštunica je u to vrijeme izjavljivao kako "revanšizma neće biti", da "treba nastaviti punim kontinuitetom" i da je "izručivanje Slobodana Miloševića međunarodnom sudu u Haagu čin državnog udara, i protuustavan čin."
Ozloglašena JSO sastavljena umnogome od ratnih zločinaca, plaćenih ubojica i mafijaša, u studenome 2001. organizira pobunu, blokirajući Savski most u Beogradu. Predsjednik Koštunica i načelnik Vojne službe sigurnosti Aco Tomić poručuju vođi pobune, Miloradu Ulemeku Legiji, da ne brine, jer se vojska neće uplitati.
Rezultat pobune bio je Đinđićev kompromis, kojim je pristao postaviti Legijinog čovjeka na ključno mjesto u Službi sigurnosti - odjel tehnike. Mnogi smatraju kako je upravo to omogućilo atentat, jer je od tada Zemunski klan bio obavještavan o svim planovima vlade, o planiranom slomu organiziranog kriminala, o hvatanjima ratnih zločinaca, te izručivanjima Hagu. Novi vladajući krugovi bili su slabi i nestabilni od samog početka, jer je koalicija od 17 stranaka sačinjavala DOS. Predsjednički izbori koji su održani prije atentata, i na kojima nijedan kandidat nije dobio dovoljno glasova za pobjedu, bili su pokazatelj krize u vladajućim strukturama i slabih osnova na kojima su stajale.
Samo par tjedana prije atentata je na autocesti Beograd - Novi Sad u jednom od nekoliko pokušaja ubojstva premijera, jedan kamion naglo skrenuo u traku u kojoj se kretala kolona vozila Đinđićevog osiguranja koja je vozila prema zračnoj luci. Đinđić se također i dalje oporavljao od ozljede noge, hodao je na štakama, što ga je učinilo još lakšom metom za snajperiste. Vozač kamiona bio je Dejan Milenković Bagzi, pripadnik Zemunskog klana, čija je namjera bila zaustaviti kolonu, dok su se u blizini nalazili zavjerenici kako bi "zoljom" ubili premijera. Milenković je tada priveden samo zbog krivotvorenja isprava, i određen mu je osmodnevni pritvor, ali je pušten nakon samo četiri dana, uz obrazloženje kako je on trgovački putnik i da mora uzdržavati obitelj.

## Atentat
Predsjednik Vlade Republike Srbije i čelnik Demokratske stranke − Zoran Đinđić pogođen je snajperskim hicem 12. ožujka 2003. godine u 12:25, ispred ulaza broj 5 zgrade Vlade Srbije u Beogradu. Atentat je izvršio Zvezdan Jovanović, pripadnik srbijanske Jedinice za specijalne operacije, s prozora ureda 55 na drugom katu zgrade Zavoda za fotogrametriju u Ulici admirala Geprata.
U zgradi Zavoda, u trenutku ubojstva, nalazili su se i Aleksandar Simović i Ninoslav Konstantinović, dok su se ispred zgrade, u automobilu, nalazili Sretko Kalinić i Mile Luković. Vozač atentatorâ bio je Vladimir Milisavljević Budala koji ih je čekao ispred zgrade u "volkswagen passatu", dok je Milan Jurišić čuvao parking ispred zgrade. Istovremeno, Miloš Simović je prenosio informacije o kretanju premijera koje mu je dostavljao Branislav Bezarević, pripadnik Službe državne sigurnosti, a Dušan Krsmanović je bio parkiran u blizu raskrižja Nemanjine ulice i Ulice kneza Miloša, odakle je izvještavao o dolasku kolone automobila u kojoj je bio premijer Đinđić. Pored toga, u zasebnom vozilu su, oko kvarta u kojem je zgrada Vlade, kružili Saša Pejaković i Dušan Spasojević Šiptar.
Kolona automobila u kojoj je bio premijer Srbije ušla je iz Nemanjine ulice u dvorište zgrade Vlade, nakon čega su tjelohranitelji pomogli Đinđiću, koji se tada kretao pomoću štaka, da izađe iz automobila.
Kada je Đinđić izašao iz vozila, Jovanović je ispalio dva metka iz puške "Heckler & Koch" s udaljenosti od oko 130 metara i relativne visine od oko 16 metara. Prvi metak pogodio je Đinđića u srce, dok je drugi pogodio Milana Veruovića, Đinđićevog tjelohranitelja, i zatim, rasprsnuvši se o zgradu, Đinđiću nanio ranu na desnoj butini.
Parkiran u blizini bio je Kujo Kriještorac, jedini službeni svjedok bijega atentatorâ, koji je ubijen 1. ožujka 2004., nekoliko dana nakon što je dao iskaz policiji. Nakon ubojstva, atentatori su otišli u unaprijed unajmljene stanove, dok su pušku iz koje je izvršen atentat sakrili u blizini Palate federacije, a volkswagen passat spalili na Starom sajmištu, na Novom Beogradu.
Đinđić je ubrzo preminuo unatoč kirurškoj intervenciji. Promet je bio blokiran policijskim vozilima i barikadama, a tisuće ljudi su se pješke vraćale kući s posla. Ljudi i automobili su nasumice zaustavljani i pretresani. Zoran Đinđić je izdahnuo u 13:30 u Urgentnom centru u Beogradu.
U srbijanskim medijima je nakon ubojstva plasirana priča da je Đinđić bio žrtva obračuna mafije, čiji je dio navodno i sam bio. Prava istina počela se otkrivati kasnije, iako većina građana Srbije od samog početka nije povjerovala u službenu verziju. Narativ o premijeru-mafijašu, kroz pregršt izjava i objava u medijima, razglasili su članovi Srpske radikalne stranke, DSS-a, kao i brojni njihovi suradnici i ostali Đinđićevi politički suparnici, koji su od njegova dolaska na mjesto premijera na svaki način nastojali stvoriti o njemu negativnu sliku zbog koje bi on mogao izgubiti podršku javnosti. Nakon atentata proglašeno je izvanredno stanje, poslije čega je uslijedila akcija "Sablja" u kojoj su uhićeni članovi Zemunskog klana, ali i svi oni za koje se sumnjalo da su imali bilo kakve veze s klanom ili atentatom. DSS i Koštunica osuđivali su ovu akciju, proglašavajući je za nasilje i kršenje građanskih i ustavnih prava.
Tijekom Sablje uhićeni su mnogi članovi Zemunskog klana i pripadnici JSO, zajedno s neposrednim ubojicom premijera Zvezdanom Jovanovićem, dok se vođa JSO Milorad Luković (Ulemek) Legija krio 14 mjeseci do dolaska Koštunice na mjesto premijera, kad se iznenada predao, izjavljujući da "ima povjerenja u novu vlast". Atentatorima i neposrednim organizatorima atentata suđeno je pred Specijalnim sudom za organizirani kriminal (kojeg je osnovala upravo Vlada Zorana Đinđića 2002. godine), a na koji je putem medija i na razne druge načine neprekidno vršen pritisak, ne bi li mu se oduzeo svaki autoritet i značaj i ne bi li se konačno taj odjel ukinuo. Glavni tužitelj smijenjen je usred procesa, ali su i drugi službenici suda davali ostavke tijekom suđenja, izjavljujući da su bili suočeni s prijetnjama i da su im obitelji u opasnosti.
Milorad Luković i Zvezdan Jovanović osuđeni su na 40 godina zatvora, dok stvarni nalogodavci ovog atentata, a zapravo pokušaja državnog udara, do danas nisu pronađeni. U Srbiji se sve jasnije formiralo mišljenje kako je svakako onaj dio DOS-a koji je u vrijeme ubojstva premijera bio dio Vlade, a koji je okupljao Vojislav Koštunica, direktno umiješan i odgovoran za atentat na premijera.
Koštunica nikad nije svjedočio na sudu pozivajući se na imunitet, kao ni Dejan Mihajlov, član DSS-a, koji se nije odazvao na brojne pozive Suda da dade službenu izjavu, iako je u medijima tvrdio da zna tko je ubio Zorana Đinđića. Nedugo zatim, izjavio je "kako se samo šalio", te da je izjavu dao u cilju podizanja rejtinga vlastite stranke, tijekom kampanje za parlamentarne izbore koncem 2003. Nikad nije svjedočio ni Tomislav Nikolić, član SRS i kasniji srbijanski predsjednik, iako je neposredno prije atentata, na skupu povodom dragovoljne predaje Vojislava Šešelja Tribunalu u Haagu, izjavio: "Ako netko od vas vidi Zorana Đinđića u sljedećih mjesec ili dva, recite mu da je i Tito pred smrt imao problema s nogom."
DSS i SRS nastavili su prebacivati sumnju na druge političke osobe i grupe, a posebno na premijerove najbliže suradnike izjavama poput: "Gdje je bio Čeda tog 12. ožujka?" aludirajući na umiješanost Čedomira Jovanovića i drugih Đinđićevih prijatelja u atentat. Također, u javnosti se pojavila i priča o sumnji prema Đinđićevim suradnicima, i njihovoj navodnoj umiješanosti u trgovinu drogom. Članovi DSS-a, SRS-a kao i Velimir Ilić, čelnik partije Nova Srbija, ali i drugi, nastavljaju s izjavama u kojima optužuju bivšeg premijera za bliske veze s mafijom, kao i njegove prijatelje, suradnike i članove njegove obitelji za umiješanost u kriminal, u kojima izjavljuju da "mafija ne oprašta" i da su oni "lijepo govorili [tko je i što je bio Zoran Đinđić]." Vrlo važnu ulogu su u ovim događanjima imali mediji, od kojih se neki u Srbiji nazivaju plaćeničkim, i čiji je jedini zadatak da blate i klevetaju one za koje im je plaćeno da ih klevetaju. Zbog ovakve medijske pomame da pišu i javljaju sve za što su dobro plaćeni, protiv ovih medija i stranaka koje su same bile dio stvaranja klevete podignute su mnoge tužbe, od kojih su neke već završene ili se i dalje nalaze u tijeku. Novine poput Kurira, ali i nekih koje su zabranjene tijekom akcije Sablja, kao i televizija BK koja je izgubila pravo na emitiranje, bile su alat u službi grupa kojima je Đinđić predstavljao najveću smetnju, i koji su iz tog ubojstva najviše profitirali.
Osam mjeseci nakon ubojstva premijera pala je Vlada čiji je predsjednik nakon atentata bio Zoran Živković, čime je postignut osnovni cilj atentata na Đinđića; rušenje njegove Vlade. Bez Vlade Zorana Điđića (kasnije Živkovića) stvaraju se uvjeti za daljnji neometan rad DSS-a (stranke Vojislava Koštunice), SRS-a (stranke Tomislava Nikolića, čiji je čelnik i dalje haški optuženik Vojislav Šešelj) i SPS-a (čiji je čelnik bio Slobodan Milošević), i za njihova protivljenja europskim integracijama, izručivanjima Haškom suduu, kažnjavanju zločina i kriminala, i okretanje Rusiji koja ima nerazjašnjenu ulogu u čitavoj novijoj srpskoj povijesti, od rušenja Miloševića.
Zahvaljujući svjedočenjima pred Specijalnim sudom za organizirani kriminal u Beogradu, ali i brojnim nastupima u medijima ljudi poput Čedomira Jovanovića, tadašnjeg potpredsjednika Vlade, Vladimira Bebe Popovića, tadašnjeg šefa Biroa za komunikacije, Vladana Batića, tadašnjeg ministra pravde, premijera Zorana Živkovića, Žarka Koraća i drugih bivših članova vlade Zorana Đinđića, kao i knjige novinara Miloša Vasića "Atentat na Zorana" i emisija Insajder, u produkciji televizijske kuće B92, donekle je na svjetlost dana izašla istina o ovom ubojstvu, iako nikoga od onih na koje se sumnja da su politički inspiratori do danas policija nije obradila.

## Presude
Zbog sudjelovanja u atentatu osuđeni su Miloš Simović i Sretko Kalinić na po 30 godina zatvora. Prvotno su bili osuđeni u odsutnosti, ali im je sud nakon uhićenja odobrio ponavljanje suđenja. Kalinić je za vrijeme suđenja tvrdio kako nije kriv, a Simović je priznao i rekao da se kaje. Kazao je i kako zna tko je naručio ubojstvo Đinđića, ali ne smije reći jer zna da naručitelj ne bi bio kažnjen. Izjavio je da srbijanska vlast u naručitelju vidi koalicijskog partnera.
Za atentat nije osuđen nitko iz srbijanskih političko-obavještajnih struktura, također ni za medijske klevete ubijenog kojima se opravdavalo ubojstvo. Mnoge srbijanske političke stranke i organizacije (što suptilno podržavaju i mediji) i danas Đinđića smatraju izdajnikom jer je planirao i najavljivao povesti Srbiju prema katarzi i obračunu s velikosrpstvom i vođama agresije na susjedne države.

## Posljedice
Po uklanjanju Đinđića, Srbija je "okrenula leđa" demokraciji i nastavila politiku Memoranduma SANU odnosno svetosavskog nacionalizma, što je urodilo i drugim memorandumom na istoj liniji.

## Zanimljivost
- Srbijanski novinar Aleksandar Tijanić, kasnije direktor Radiotelevizije Srbije izjavio je "...ako Đinđić preživi, Srbija neće" neposredno pred ubojstvo premijera Đinđića.[22]

## Poveznice
- Uloga srpskih medija u ratovima za Veliku Srbiju
- Sablja (televizijska serija)

## Vanjske poveznice
- Vreme-atentat na Zorana (Miloš Vasić)  Arhivirana inačica izvorne stranice od 30. prosinca 2006. (Wayback Machine)
- Knjiga žalosti na www.zorandjindjic.org